# Morti nell'869
| Questa pagina contiene informazioni ricavate automaticamente dalle voci biografiche con l'ausilio del template Bio e di un bot. L'aggiornamento è periodico e automatico e ricostruisce completamente la pagina. Se manca una persona in questa lista, sei pregato di non aggiungerla, ma accertati piuttosto che la sua voce biografica contenga il template Bio e che i dati anagrafici siano correttamente compilati. Se il template Bio manca, inseriscilo tu stesso o, in alternativa, metti l'avviso {{tmp\|Bio}} che ne segnala la mancanza. Se i dati riportati sono sbagliati, correggi direttamente la voce biografica; le modifiche saranno visibili in questa lista entro pochi giorni. Per chiarimenti vedi il progetto biografie. La lista contiene solo le 9 persone che sono citate nell'enciclopedia e per le quali è stato implementato correttamente il template Bio. Pagina aggiornata al 10 feb 2025. |

- 14 febbraio - Cirillo e Metodio, santo
- 9 aprile - Waldrada di Wormsgau
- 15 giugno - Khafāja ibn Sufyān ibn Sawāda
- 16 luglio - Al-Mu'tazz, arabo (n. 847)
- 8 agosto - Lotario II di Lotaringia, re (n. 835)
- 6 ottobre - Ermentrude d'Orléans, regina franca (n. 830)
- 30 ottobre - Gotescalco, teologo tedesco
- Deutemiro, vescovo italiano
- Leone il Matematico, filosofo, matematico e arcivescovo bizantino (n. 790)